# Megan Delehanty
Megan Catherine Delehanty (ur. 24 marca 1968 w Edmonton) – kanadyjska wioślarka. Złota medalistka olimpijska z Barcelony.
Zawody w 1992 były jej jedynymi igrzyskami olimpijskimi. Wspólnie z koleżankami triumfowała w ósemce. W ósemce była również mistrzynią świata w 1991.